# Alexandre Colin
Alexandre Colin (Parigi, 5 dicembre 1798 – Parigi, 21 novembre 1875) è stato un pittore e litografo francese. Artista di scuola e d'impostazione romantica, preferì soggetti storici o legati ad opere teatrali, ma fu anche noto come ritrattista.

## Biografia
Alexandre-Marie Colin fu allievo principalmente di Anne-Louis Girodet nel cui atelier, presso l'École des Beaux-Arts di Parigi, studiò dal febbraio del 1814 fino al 1817. Lì strinse amicizia con Eugène Delacroix e con Richard Parkes Bonington, con i quali abbracciò gli ideali della pittura romantica.
Debuttò al Salon nel 1819 con un ritratto di donna e continuò ad esporre sino al 1868. In complesso le sue tele esposte furono 29,  tre delle quali gli fecero vincere due medaglie di 2ª classe nel 1824 e nel 1831 e una di 1ª classe nel 1840.
Nel 1821, in compagnia di Bonington, fece un viaggio in Normandia, e nel 1825 i due trascorsero alcuni mesi a Londra, incontrando diversi amici pittori, come Eugène Isabey e lo stesso Delacroix. In quell'occasione Colin conobbe anche Hippolyte-Joseph Cuvelier (1803-1876). Questa permanenza a Londra gli permise anche di esporre in seguito tre opere alla Royal Academy of Arts (nel 1829, nel 1849 e nel 1853) nonché presso la British Institution (nel 1830, nel 1849 e nel 1851).
Dal 1834 al 1838 Charles Rivet, prefetto di Nîmes, gli affidò la direzione della Scuola di disegno della città. Colin allora convinse Rivet ad istituire anche la Scuola di scultura e quella di disegno ornato, chiamando suo fratello Paul-Hubert a dirigerle. A Nîmes ebbe come allievo il giovane Charles Jalabert. 
Fu poi nominato Maestro di disegno del Politecnico nel 1849 e, in quegli anni, realizzò diversi medaglioni con i ritratti di vari personaggi importanti e celebri. 
Nel 1851 venne incaricato della decorazione della chiesa di Saint-Roch a Parigi, per la quale realizzò due tele: I funerali di Saint Nicolas e Saint Nicolas calma la tempesta.
Per le sue tele di argomento teatrale Colin si ispirò alle opere di Shakespeare, di Victor Hugo e di George Byron. Era zio del pittore Alexandre-Louis Leloir, specializzato in dipinti di genere e storici.
Morì a Parigi all'età di 77 anni.

## Opere nei musei e nei monumenti
- In Francia:
  - Museo di Belle Arti di Arras: Un matelot noyé sauvé par des pêcheurs
  - Museo Rolin di Autun:  Sara la baigneuse (1838), dal poema di Victor Hugo "Les Orientales"
  - Museo Calvet a Avignone: Portrait de Fléchier, évêque de Nîmes (1837)
  - Museo Baron Gérard di Bayeux: Scène de brigands
  - Museo di Belle Arti di Béziers: Christophe Colomb devant le Conseil de Salamanque (Salon del 1843)
  - Museo di Belle Arti e dei Merletti di Calais: Arabe en prière, Autoportrait (1871), Hippolyte Cuvelier et son petit-fils Henri, Jean Bart, Marchande de poissons, Odalisque, Portrait de Gustave Cuvelier (1865), Portrait de Gustave Cuvelier jeune, Portrait de Madeleine Cuvelier, Portrait d'Hippolyte Cuvelier ou L'homme à la toque, Portrait d'Hortense Cuvelier
  - Museo di Belle Arti di Digione: Orientale
  - Museo Magnin di Digione: Jeune fille assise dans une prairie, Italienne d'Ischia près du berceau de son enfant, Les Deux Amies
  - Museo di belle Arti di Nancy: Raphaël dans la campagne romaine
  - Museo di Belle Ari di Nîmes: François Ier visitant les monuments romains de Nîmes (Salon del 1836), Saint Thomas d'Aquin et Saint Bonaventure (1853), Agar et Ismaël, Sara la baigneuse, (1873)
  - Museo nazionale del castello di Pau: Rétablissement de la statue d'Henri IV sur le Pont-Neuf le 9 mai 1814, (disegno del 1814)
  - Museo della Marina di Rochefort: Christophe Colomb
  - Museo dell'Hôtel Sandelin di Saint-Omer: Portrait de dame âgée devant l'abbaye Saint-Bertin
  - Museo di Belle arti di Strasburgo: Famille de pêcheurs.
  - Museo Marittimo di Tatihou: Le Retour de la pêche
  - Museo nazionale del castello e del Trianon di Versailles: Valentine de Milan demande justice de l'assassinat du duc d'Orléans (novembre 1407). Ritratti: Anne de Lorraine, comtesse de Lislebonne, (1640-1720), Charles de Bourbon, prince de La Roche-sur-Yon, (?-1565), Charles V, duc de Lorraine, (1643-1690), Marie-Louise d'Aspremont, duchesse de Lorraine, (1652-1692), Renée de Lorraine, duchesse d'Ognano, (?-1638), Marie d'Orléans-Longueville, duchesse de Nemours, (1625-1707), Claude de Moy, comtesse de Chaligny, (1572-1627), Ferdinand IV, roi des Deux Siciles, (1751-1825), Marguerite de Bourbon, duchesse de Nevers, (1516-1589)
  - Chiesa parrocchiale di Saint-Louis, a Choisy-le-Roi: Christ en Croix d'après Rubens (1841)
  - Chiesa parrocchiale di Saint-Nicolas a Ville-d'Avray: Marie au pied de la Croix (1860)
  - Chiesa parrocchiale di Villecomtal: Pala d'altare: Christ en croix : calvaire avec sainte Marie-Madeleine (1850)
  - Chiesa parrocchiale di Montjaux: La Sainte Famille aux anges : la Vierge, l'Enfant Jésus, sainte Elisabeth et le petit saint Jean (1849)
  - Chiesa parrocchiale di Beaumont-de-Lomagne: Résurrection du Christ (1843)

- A Parigi:
  - Museo Delacroix. Disegni: Italienne debout de trois-quarts, Étude d'homme en costume grec. Foglio di studi: Homme en costume Renaissance un genou à terre et académie d'homme . Acquarello: Faust et Marguerite . Pitture: Odalisque ; Scène de bataille (copia d'un quadro di Salvator Rosa, in deposito al Louvre)
  - Museo Carnavalet: Portrait de Jean-Georges Farcy [1800-1830], insurgé de 1830 (1830), Portrait d'Eugène Delacroix à 26 ans en 1824
  - Museo Gustave Moreau: Portrait de Louis Moreau, Portrait de Jean-Baptiste César Moreau (disegni)
  - Hôtel Matignon: Maximilien de Béthune, duc de Sully, (1559-1641)
  - Chiesa di Saint-Sulpice: Le songe de Saint-Joseph (1843)
  - Chiesa di Saint-Roch: Les Funérailles de saint Nicolas e Saint Nicolas apaisant la tempête
  - Museo della caccia e della natura: La Mort du Loup (1833)
  - Museo del Louvre:  Autoritratto, già attribuito a Théodore Géricault, Charles Quint reçu au palais du Louvre par François Ier (1843), collocato all'Assemblea Nazionale, La rencontre de Bacchus et d'Ariane (copia del quadro di Tiziano della National Gallery di Londra), Une danse d'Ischia, golfe de Naples (Salon del 1833, tela collocata al Senato)

- Nel mondo:
  - Baltimore Museum of Art: [collegamento interrotto]
  - New Orleans Museum of Art, New Orleans: Othello et Desdémone (1829)
  - Dahesh Museum of Arts New York: disegno Bashi-Bazouk
  - Fine Arts Museums di San Francisco: Napoleone al Cairo
  - Musei Reali di Belle Arti del Belgio, Bruxelles: [collegamento interrotto] (1829)
  - Musée Benaki, Atene: L'enfant grec, da riferire al poema di Victor Hugo "L'Enfant" (Les Orientales)
  - Alte Nationalgalerie di Berlino : Mercato del pesce in Francia[collegamento interrotto] (1832)

## Galleria d'immagini

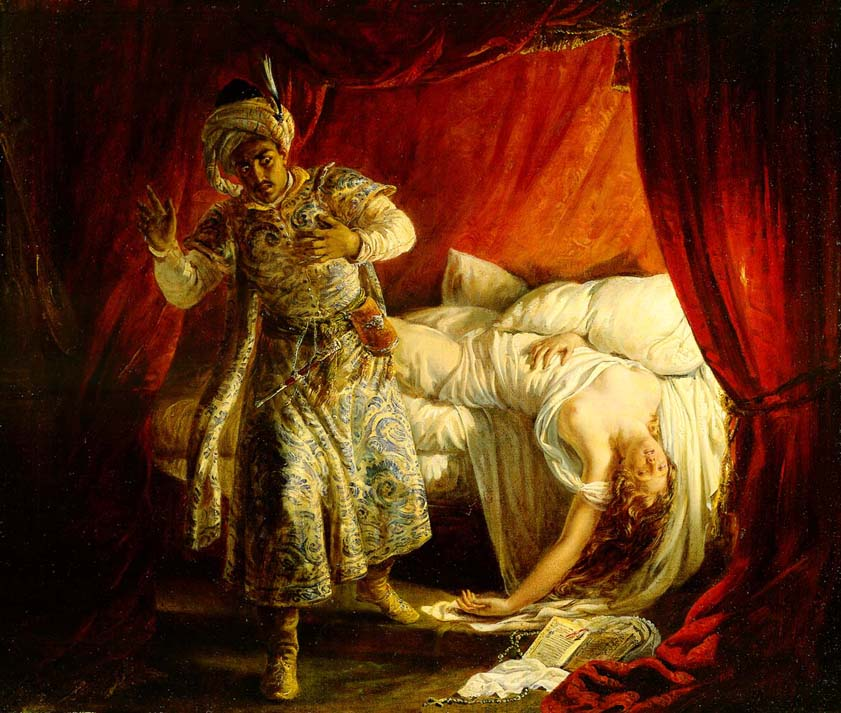
Otello e Desdemona
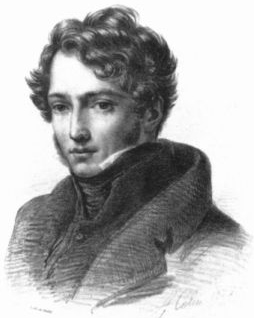
Théodore Géricault
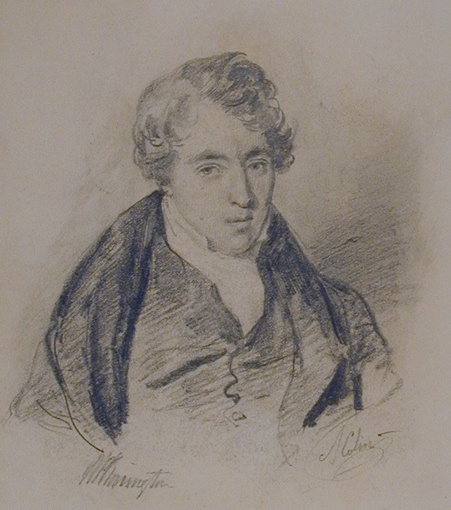
Richard Parkes Bonington
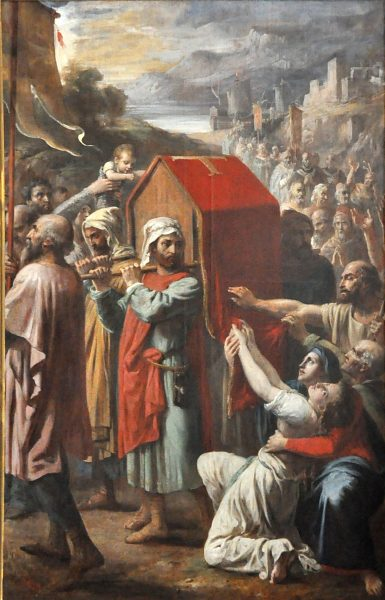
I funerali di Saint Nicolas
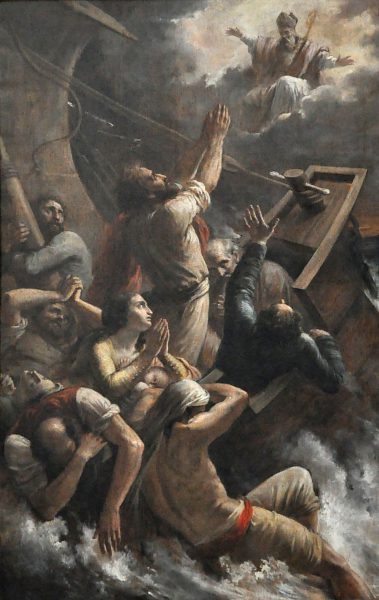
Saint Nicolas seda la tempesta